# Skinnjacka

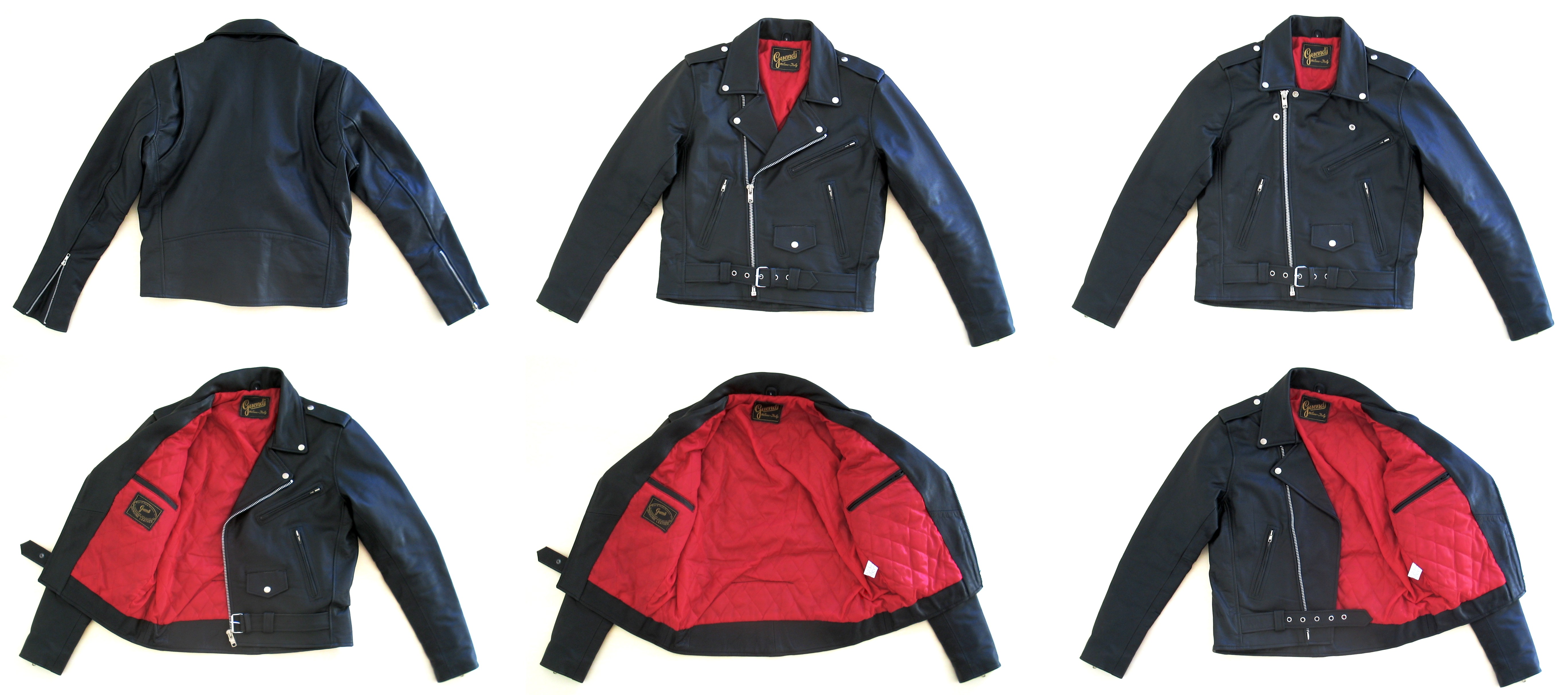
Skinnjacka

En skinnjacka är en jacka tillverkad av skinn. 
Plagget används bland annat av motorcyklister, raggare och av punkare. Punkare dekorerar ofta sin skinnjacka med nitar.
En mockajacka är en jacka där skinnet används med mockasidan utåt eller där skinnets narvsida slipats ned till ett mockaliknande utseende.
Skinnjackan kan matchas med skinnbyxor.